# Vérigny
Vérigny és un municipi francès, situat al departament de l'Eure i Loir i a la regió de Centre – Vall del Loira. L'any 2007 tenia 281 habitants.

## Demografia

### Població
El 2007 la població de fet de Vérigny era de 281 persones. Hi havia 100 famílies, de les quals 14 eren unipersonals (5 homes vivint sols i 9 dones vivint soles), 41 parelles sense fills i 45 parelles amb fills.
La població ha evolucionat segons el següent gràfic:
Habitants censats

### Habitatges
El 2007 hi havia 117 habitatges, 99 eren l'habitatge principal de la família, 12 eren segones residències i 5 estaven desocupats. Tots els 117 habitatges eren cases. Dels 99 habitatges principals, 89 estaven ocupats pels seus propietaris, 9 estaven llogats i ocupats pels llogaters i 1 estava cedit a títol gratuït; 1 tenia una cambra, 1 en tenia dues, 11 en tenien tres, 28 en tenien quatre i 57 en tenien cinc o més. 80 habitatges disposaven pel capbaix d'una plaça de pàrquing. A 41 habitatges hi havia un automòbil i a 57 n'hi havia dos o més.

### Piràmide de població
La piràmide de població per edats i sexe el 2009 era:
| Homes | Edats   | Dones |
| ----- | ------- | ----- |
| 0     | 95 o +  | 0     |
| 0     | 90 a 94 | 0     |
| 0     | 85 a 89 | 0     |
| 8     | 80 a 84 | 4     |
| 0     | 75 a 79 | 4     |
| 0     | 70 a 74 | 4     |
| 8     | 65 a 69 | 0     |
| 8     | 60 a 64 | 12    |
| 12    | 55 a 59 | 4     |
| 4     | 50 a 54 | 8     |
| 0     | 45 a 49 | 0     |
| 8     | 40 a 44 | 4     |
| 8     | 35 a 39 | 4     |
| 16    | 30 a 34 | 16    |
| 0     | 25 a 29 | 8     |
| 0     | 20 a 24 | 0     |
| 0     | 15 a 19 | 0     |
| 8     | 10 a 14 | 8     |
| 12    | 5 a 9   | 8     |
| 8     | 0 a 4   | 4     |

## Economia
El 2007 la població en edat de treballar era de 183 persones, 142 eren actives i 41 eren inactives. De les 142 persones actives 129 estaven ocupades (74 homes i 55 dones) i 13 estaven aturades (8 homes i 5 dones). De les 41 persones inactives 17 estaven jubilades, 18 estaven estudiant i 6 estaven classificades com a «altres inactius».

### Ingressos
El 2009 a Vérigny hi havia 104 unitats fiscals que integraven 293 persones, la mediana anual d'ingressos fiscals per persona era de 20.126 €.

### Activitats econòmiques
Dels 11 establiments que hi havia el 2007, 4 eren d'empreses de construcció, 3 d'empreses de comerç i reparació d'automòbils i 4 d'empreses de serveis.
Dels 4 establiments de servei als particulars que hi havia el 2009, 2 eren paletes, 1 fusteria i 1 lampisteria.
L'any 2000 a Vérigny hi havia 10 explotacions agrícoles que ocupaven un total de 972 hectàrees.

## Poblacions més properes
El següent diagrama mostra les poblacions més properes.